# Abra de Araguyoc
Abra de Araguyoc ist ein kleines Dorf mit etwa 30 Einwohnern im Departamento Iruya der Provinz Salta im Nordwesten Argentiniens. Es befindet sich 8 km östlich des Dorfes Iruya, 5 km südwestlich des Dorfes Las Higueras, 3,5 km nordöstlich des Dorfes Casa Grande und 3 km südsüdwestlich des Weilers Aguas Blancas.
Abra de Araguyoc hat eine Schule (Escuela N° 4191), die von Kindern aus der umliegenden Gegend besucht wird.